# Wilson Reis
Wilson Reis Goncalugs, född 6 januari 1985 i Januária, är en brasiliansk MMA-utövare som sedan 2013 tävlar i organisationen Ultimate Fighting Championship.